# Harpley
Harpley – wieś w Anglii, w hrabstwie Norfolk, w dystrykcie King’s Lynn and West Norfolk. Leży 48 km na północny zachód od Norwich i 154 km na północ od Londynu.
Miejscowość liczy 353 mieszkańców.